# Roman Stepanov
Roman Iourievitch Stepanov (en russe : Роман Юрьевич Степанов) est un joueur russe de volley-ball né le 6 avril 1989 à Zelenogorsk (kraï de Krasnoïarsk, alors en URSS). Il mesure 1,82 m et joue libero. Il est international russe.

## Clubs
| Club         | De        | À         |
| ------------ | --------- | --------- |
| Oural Oufa-2 | 2007-2008 | 2009-2010 |
| Oural Oufa   | 2010-2011 | ...       |

## Palmarès
- Challenge Cup
  - Finaliste : 2013
- Championnat de Russie
  - Finaliste : 2013